# Bill Viola
William John Viola Jr. (25. ledna 1951, New York – 12. července 2024) byl americký výtvarný umělec, představitel videoartu. Ve svých instalacích často pracuje i s dalšími digitálními technologiemi a elektronickou hudbou.
Vystudoval College of Visual and Performing Arts na Syracuse University v New Yorku, absolvoval roku 1973. Poté hodně spolupracoval s výtvarníky Nam June Paikem a Peterem Campusem a s experimentálním hudebním skladatelem Davidem Tudorem.
V letech 1974–1976 pobýval ve Florencii, kde pracoval pro sdružení Art/Tapes/22 a zároveň studoval renesanční umění – jeho typickou metodou později bylo, že některé z klasických renesančních děl inscenoval do formy videozáznamu.
V roce 2005 spolupracoval s dirigentem Esa-Pekka Salonenem a režisérem Peter Sellarsem na avantgardní podobě Wagnerovy opery Tristan a Isolda.
Roku 2011 obdržel ocenění Praemium Imperiale za malířství.
Stálé sbírky jeho děl jsou v Institutu umění v Chicagu, Muzeu moderního umění v New Yorku, v Tate Gallery v Londýně či v Hammer Museum v Los Angeles.
Žil v Long Beach v Kalifornii, kde 12. července 2024 zemřel na komplikace spojené s Alzheimerovou chorobou.